# Grand Hôtel des Bains (Lido, Venise)
Pour les articles homonymes, voir Grand Hôtel des Bains.

Le Grand Hôtel des Bains est un ancien hôtel situé sur le Lido, à Venise, dans le nord de l'Italie, en activité de 1900 à 2010.

## Histoire

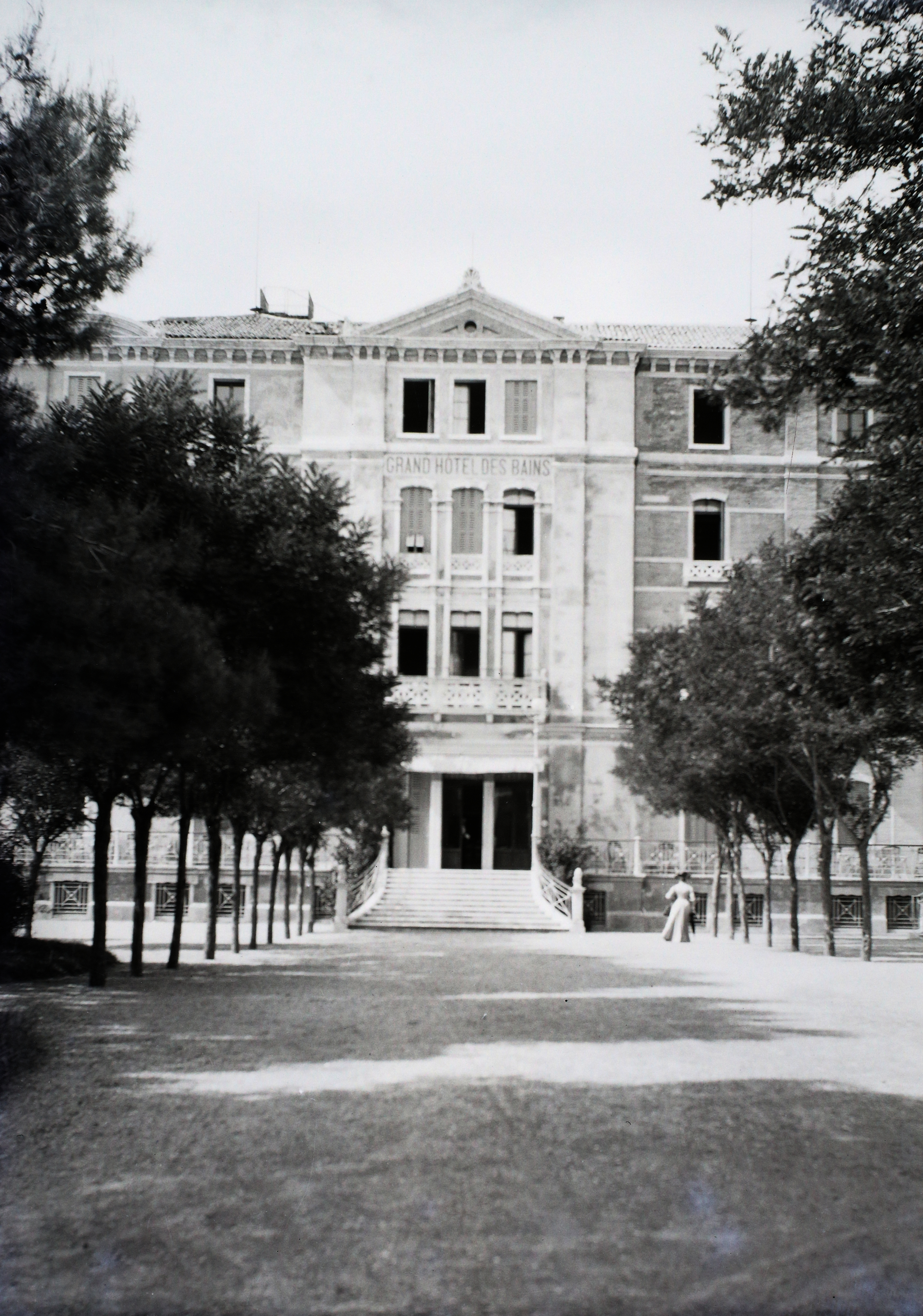
L'hôtel en 1907.

Il est construit en 1900 par les frères Raffaello et Francesco Marsich pour attirer de riches touristes. Il est de style Art nouveau. En juillet 1916, un incendie, qui se déclare pour des causes indéterminées, détruit l'hôtel en quelques heures. La structure actuelle de l'hôtel est due aux interventions réalisées entre 1924 et 1926.
L'imprésario Serge de Diaghilev y meurt en 1929. L'établissement accueillait de nombreuses stars pendant la biennale de Venise.
Adolf Hitler a séjourné à l'hôtel des Bains lors de sa première rencontre avec Mussolini, en juin 1934 à Venise.
Contrairement à ce qui s'est passé durant les années 1915-1918, l'hôtel est demeuré ouvert durant la Seconde Guerre mondiale. Après le 8 septembre 1943, les officiers allemands le réquisitionnent pour en faire un club de loisirs et minent à la fois la plage et la partie nord du parc par crainte d'un débarquement par les forces alliées.
En 2005, l'hôtel devient la propriété du groupe Sheraton, puis est repris par le fonds immobilier EstCapital en 2008 (qui a aussi repris l'hôpital de la mer du Lido et les palazzi Diedo, Gradenigo et San Cassiano). En 2010, l'hôtel ferme. EstCapital  projette de le convertir en un complexe de 58 appartements de luxe, renommé « Residenze Des Bains »,. Néanmoins, les travaux sont interrompus. EstCapital est en faillite et revend le mobilier historique de l'hôtel via des enchères en ligne. En 2015, la gestion du fonds propriétaire de l'hôtel a été reprise par la société de gestion d'actifs COIMA (société liée aux holdings de la famille Al Thani), qui envisage de le rouvrir avec 190 chambres après rénovation,. La société a annoncé un investissement de 60 millions d'euros, mais ne projette pas une réouverture avant 2024 minimum. En 2018, l'hôtel rouvre brièvement ses portes pour une rétrospective photo des invités prestigieux qui ont fréquenté l'hôtel de 1932 à 2018, puis une nouvelle fois en 2019 pour une exposition similaire composée de photos polaroïd agrandies.

## Dans les arts
Le Grand Hôtel des Bains est célèbre pour avoir accueilli Thomas Mann en 1911 et lui avoir inspiré son livre La Mort à Venise. L'adaptation cinématographique de Luchino Visconti y a été tournée en 1971.
L'hôtel a également servi de décor en 1996 pour le film Le Patient anglais, figurant l'hôtel Shepheard du Caire (Égypte).